# Tempestade tropical Vamei
A tempestade tropical Vamei (designação internacional: 0126, designação do JTWC: 32W) foi um ciclone tropical do Oceano Pacífico que se formou mais perto do equador do que qualquer outro ciclone tropical já registrado. Atingiu Singapura e Malásia em 27 de dezembro de 2001.